# Symphonie no 4 de Joseph Haydn
Pour les articles homonymes, voir Symphonie no 4.
La Symphonie no 4 en ré majeur Hob. I:4 est une symphonie du compositeur autrichien Joseph Haydn, composée entre 1757 et 1761.

## Analyse de l'œuvre
La symphonie comporte trois mouvements:
1. Presto
2. Andante
3. Menuet

## Instrumentation
- deux hautbois, un basson, deux cors, cordes, continuo.